# Tabernaemontana contorta
Espèce
Synonymes
- Conopharyngia contorta (Stapf) Stapf[1]
- Sarcopharyngia contorta (Stapf) Boiteau[1]

Tabernaemontana contorta Stapf – connue sous le nom de libon lingui en langue bassa – est une espèce de plantes à fleurs dicotylédones, de la famille des Apocynaceae, du genre Tabernaemontana.

## Distribution
Endémique du Cameroun, elle a été collectée notamment dans les lieux suivants : à la baie d'Ambas, près de Limbé (Gustav Mann, 1861) ; à la station Johann-Albrechtshöhe à Kumba (Alois Staudt, 1897) ; en bordure du marigot Olezoa, près de Melen, dans la subdivision de Yaoundé (Benoît Mpom, 1953).

## Utilisation
C'est une plante médicinale, aux vertus antiseptiques et cicatrisantes. Des recherches sont en cours pour déterminer une utilisation possible dans le cadre de la lutte contre le cancer.